# Arame
Pour les articles homonymes, voir Arame (homonymie).
Arame (en arménien : Արամե), également connu sous le nom de Aramu, est un roi d'Urartu qui règne d'environ 858 à 844 av. J.-C..
Néanmoins, la mémoire d'Arame est préservée dans la tradition historique arménienne ultérieure, dans laquelle il apparaît comme un grand monarque arménien.

## Biographie
Il est considéré comme le fondateur du royaume d'Urartu, dont la première capitale est Arzashkun (en), au nord-est du lac de Van.
Contemporain du roi d'Assyrie Salmanazar III, Arame combat notamment la menace de l'empire assyrien. Salmanazar parvient notamment à capturer la capitale Arzashkun ainsi que l'ancienne capitale Sagunia (située entre le lac de Van et le lac d'Ourmia).
Lutipri lui succède.
Le souvenir de ce roi urartéen aurait notamment inspiré le personnage d'Ara le Beau de la tradition arménienne.

## Famille

### Mariage et enfants
De son mariage avec une femme inconnue, il eut :
- Araj (ou Araq), peut-être identifié à Ara le Beau selon la légende[4],[5],[6]